# Lord Emp
(Emp rivolto ai Wildcats)
Emp, insignito del titolo di Lord sul suo pianeta d'origine, è un personaggio della serie a fumetti WildStorm Wildcats, illustrata da Jim Lee e scritta da Brandon Choi.
Nel corso degli anni si è servito degli alias di Jacob Marlowe e Saul Baxter.

## Personalità
Jacob Marlowe appare come il multi-milionario proprietario dei media/tecnologia della Halo Corporation; tuttavia sotto tali semplici apparenze si cela quello che una volta era un signore della guerra Cherubino, Emp non ricorda il suo passato e non ha alcun controllo sui poteri che una volta ha esercitato e li recupererà man mano che la serie si protrae. Di aspetto sembra un uomo affetto da nanismo coi capelli brizzolati e si contraddistingue per essere il più umano e gentile dei Cherubini, difatti dimostra una grande bontà d'animo e umiltà, assolutamente lontane dalla tipica arroganza e freddezza mostrate solitamente dai Lord di Khera.

Paradossalmente però, proprio la sua umanità gli conferisce anche difetti e vizi non posseduti dal resto dei suoi simili, quali le donne, l'alcol, il fumo e il gioco. Vizi che si dice intenzionato a abbandonare. Ricorrente è la sua frase: 
 che sebbene pronunci ogni volta che si ubriaca finisce per scordare ogni qualvolta si trovi in prossimità di una bottiglia di liquore.
Emp è inoltre molto generoso ed è solito fare beneficenza.

## Biografia del personaggio
Lord Emp appartiene alla razza aliena dei Cherubini (provenienti dal pianeta Khera) che per millenni si sono opposti alla razza dei Deamoniti in una guerra che si sposta lungo tutto il cosmo.
Migliaia di anni fa infuriò una battaglia nel nostro sistema solare che provocò l'ammaraggio delle due razze sul nostro pianeta. La guerra proseguì sul nostro mondo influenzando la storia e la mitologia, in quanto entrambe le razze sono dotate di una longevità tale da essere considerati immortali.
Nel corso dei secoli Emp fu uno dei leader dei Cherubini e combatté i Deamoniti servendosi di diversi alias e accumulando man mano una sempre più vasta fortuna monetaria. Durante una battaglia si trovò costretto ad uccidere Gwynith, la moglie di suo fratello Entropy (la quale era stata posseduta da un Deamonita), cosa che portò il fratello alla pazzia.
Emp, con l'alias di Saul Baxter ha fatto parte negli anni sessanta del Team 1, un gruppo di supereroi fondato dal governo USA insieme a Mr. Majestic e Zelota, durante una missione fu aggredito dal Deamonita Helspont nel tentativo di ucciderlo, tuttavia sopravvisse e si ritrovò semplicemente affetto da Amnesia.
Passò poi i successivi trent'anni a cercare di ricordare la propria identità vivendo nei sobborghi di New York come un barbone finché non venne ritrovato da Void, che lo introdusse alla sua vera identità e lo aiutò a rimettersi in piedi e fondare il suo impero finanziario. Grazie alla fortuna accumulata negli anni, nasce la Halo Corporation di cui Emp diviene capo con l'alias di Jacob Marlowe.
Successivamente per proseguire la sua guerra ai Deamoniti fonda i Wildc.a.t.s, con i quali svolgerà svariate missioni, regolando anche i conti con il fratello Entropy. Dopo aver fatto brevemente ritorno a Khera con il suo team, Emp deciderà di rilasciare il suo completo potenziale genetico Cherubino diventando un Alto Lord di Khera, l'ascensione dura mesi e si conclude dopo molto tempo con la morte di Emp, tuttavia gli altri Cherubini non lo considerano affatto morto bensì fusosi con l'universo in qualità di forza cosmica.

## Poteri e Abilità
Nonostante la statura Emp è un uomo straordinariamente agile e competente nel corpo a corpo e con le armi da taglio e da fuoco, la sua competenza di lotta unita ai millenni di esperienza come combattente lo rendono un avversario tutt'altro che sottovalutabile.
Emp dispone inoltre della forza, agilità e resistenza sovrumane tipiche della sua razza, oltre che di un'aspettativa vitale tanto elevata rispetto a quella umana da potersi considerare quasi immortale. Emp è inoltre in grado di emettere energia sotto forma di scariche, abilità paragonabile addirittura a quella di Mr. Majestic, tuttavia a causa della sua amnesia ha temporaneamente perso il controllo su questo potere, tanto che prima di imparare nuovamente a servirsene dovrà aspettare la completa guarigione della sua memoria.
Emp dispone inoltre di una grande capacità telepatica, la quale gli permette di sentire i pensieri di tutta l'umanità. Il suo potere gli conferisce un legame con Void, il quale gli permette di interagire, sfruttare o incrementare i di lei poteri.

## Altre versioni

Jacob Marlowe nella serie animata.

- Nella Smoosh reality viene presentata una versione alternativa del personaggio di nome Shem, amalgama tra Emp e il personaggio di Erik Larsen She-Dragon, in questa versione è membro dei CyberC.A.T.s..
- Nel crossover Marvel/WildStorm ambientato nella terza guerra mondiale Emp è sempre un membro dei Wildcats e combatte contro lo schieramento di forze formato dai Deamoniti, dal Dottor Destino e dagli Skrull.

## Altri media
- Del personaggio esiste anche una versione animata nella serie d'animazione La sfera del tempio orientale. In questa versione non è un Cherubino bensì un semplice essere umano, la voce del personaggio è data da Sean McCann in originale e da Orlando Mezzabotta in italiano.